# Il Troppolo
Il Tròppolo è una vetta dell'isola d'Elba. 

## Descrizione
Situata nella parte occidentale dell'isola, fa parte della Catena del Monte Capanne e raggiunge un'altezza di 700 metri sul livello del mare.
Nella località si trovano i ruderi della piccola Chiesa di San Frediano, insieme a due quartieri pastorali, i Caprili del Tròppolo. Il toponimo, attestato dal 1820, deriva da una caratteristica formazione monzogranitica la cui forma fu assimilata a quella di un tròppolo, ossia un elemento squadrato di legno anticamente usato nella spremitura dell'uva. Erroneamente, nel 1920, il linguista Remigio Sabbadini ipotizzò una derivazione da Ròtpulo, nome personale longobardo.